# Empar Ferrer
Empar Ferrer Raimundo (Mislata, Comunidad Valenciana, España, 1947) es una actriz española de teatro, cine y televisión.
Sus comienzos teatrales fueron como aficionada en su parroquia y en la agrupación teatral de su falla. Muy pronto con un grupo de amigos comienza sus primeras andaduras hasta que decide pasar por el conservatorio estudiando interpretación, declamación, vestuario, vocalización e historia del teatro, entre otros.

## Inicios
Comenzó su camino teatral de la mano de Joan Monleón en la obra clásica valenciana La infanta Tellina i el Rei Matarot, donde conoció a su esposo Lluís Fornés. En 1978, después de nacer su hijo, trasladó su domicilio de Mislata a Valencia.
Con tres años de estudio forma parte de la compañía montada por Antonio Díaz Zamora para la obra Las salvajes en Puente San Gil, representada por la Compañía Quart-23 de Valencia en el año 1972. Jordi Babau, dirigida y adaptada por Juli Leal en el año 1976. Los malcasados de Valencia de Guillem de Castro, dirigida por Casimiro Gandía en el año 1979.
Pronto Valencia se le queda pequeña y a partir de 1981 comienza su carrera en el resto de España.

## Teatro
Les dones diuen: se estrenó en octubre de 1980 en el Teatro Principal (Valencia).
Después, entró a formar parte de una compañía que inicia Conejero, con Miguel Narros a finales de 1981.
- Seis personajes en busca de autor, de Luigi Pirandello 1982 Versión de Miguel Ángel Conejero. Dirección de Miguel Narros y escenografía de Andrea d’Odorico.
- Madres: se estrenó en 1995 en la Sala Moratín.
- Los árboles mueren de pie, de Alejandro Casona con dirección escénica de Gerardo Malla en 1999.
- Los caciques, de Carlos Arniches con la dirección de A. Fernández Montesinos en el 2000.
- Las voces de la noche: estrenada el 27 de febrero de 2004. Con Laia Marull en el papel de Elisa y Tristán Ulloa en el de Jorge.
- Don Juan: la versión y dirección corrió a cargo del director italiano Maurizio Scaparro. Se estrenó el 1 de noviembre de 2002 en el Teatro Juan Bravo de Segovia.
- Transterrados: montaje de José Monleón sobre textos de Max Aub. Fue dirigido por María Ruiz, y se representó en el Teatro Rialto de Valencia en mayo-junio de 2003.
- Comedias bárbaras, de Valle-Inclán: Adaptada y dirigida por el cineasta Bigas Luna. Fue representada en Sagunto durante los meses de septiembre y octubre de 2003.

## Cine
| Año  | Película                             | Director               |
| ---- | ------------------------------------ | ---------------------- |
| 1979 | Visanteta esta-te queta              | Vicente Escrivá        |
| 1980 | Con el culo al aire                  | Carles Mira            |
| 1983 | Que nos quiten lo bailao             | Carles Mira            |
|      | Les dents                            | Lluís Rivera           |
| 1991 | Tramuntana                           | Carlos Pérez Ferré     |
| 1992 | La sileta                            | Jaume Riera            |
| 1996 | La soledad de un ángel               | Pedro Rosado           |
| 1999 | El corazón del guerrero              | Daniel Monzón          |
| 1999 | Celos                                | Vicente Aranda         |
| 1999 | Volavérunt                           | Bigas Luna             |
| 1999 | Flores de otro mundo                 | Icíar Bollaín          |
| 1999 | Solas                                | Benito Zambrano        |
| 2000 | El otro barrio                       | Salvador García Ruiz   |
| 2002 | Rencor                               | Miguel Albaladejo      |
| 2002 | La vida de nadie                     | Eduard Cortés          |
| 2002 | El viaje de Carol                    | Imanol Uribe           |
| 2002 | Viento del pueblo (Miguel Hernández) | José Ramón Larraz      |
| 2003 | Soldados de Salamina                 | David Trueba           |
| 2003 | Las voces de la noche                | Salvador García Ruiz   |
| 2004 | Cachorro                             | Miguel Albaladejo      |
| 2005 | Agua con sal (Debajo de las piedras) | Pedro Pérez Rosado     |
| 2006 | Rojo intenso                         | Javier Elorrieta       |
| 2006 | Volando voy                          | Miguel Albaladejo      |
| 2007 | Las 13 rosas                         | Emilio Martínez Lázaro |
| 2008 | Nacidas para sufrir                  | Miguel Albaladejo      |
| 2009 | El dios de madera                    | Vicente Molina Foix    |
| 2009 | Luna caliente                        | Vicente Aranda         |
| 2009 | El amanecer de un sueño              | Fredy Mas              |
| 2023 | Los chicos del mar                   | José Antonio Valera    |
| 2024 | L'àvia e il foraster                 | Sergi Miralles         |

- CRUCES Dir. David Martínez y Pablo Esparza. Cortometraje

Premio Plató Digital Festival de Cine de Albacete “ABYCINE 06”.

## Televisión
- La envenenadora de Valencia Dir. Pedro Olea en 1984.
- Noche sensacional Programa musical Canal Sur,Canal 9 y Castilla-La Mancha.
- Escenas de matrimonio como Lupe Lampón. Serie Telecinco.
- Lalola (2008).(34 episodios).Como Isabel.Serie Antena 3.
- Hermanos y detectives Serie Telecinco.
- Comida para gatos TV Movie. Dir. Carles Pastor.
- UCO Serie TVE.
- Amar en tiempos revueltos.Serie TVE1.
- Maitena Serie La Sexta.
- Herederos Serie TVE.
- Desaparecida Serie TVE.
- Hospital Central Serie Telecinco
- Aquí no hay quien viva como Paqui en Antena 3 (desde 3x18 hasta 3x27)
- La que se avecina como madre de Cristina (1x13)
- Les moreres Serie Canal 9 TVVV.
- Negocios de familia Serie Canal 9 TVV.
- Génesis, en la mente del asesino Serie Cuatro
- Gran Reserva Serie TVE.
- El Tiempo entre Costuras como Herminia * ceip Antonio Díaz mujeres de hampa y  toda la verdad ,, como María del mar la tutora de primaria  y ayudante de aula abierta
- El pueblo como María
- Viento del pueblo. Miguel Hernández (2002)